# Pacific Coast League
A Pacific Coast League (PCL) é uma liga menor de beisebol que opera no oeste, meio-oeste e sudeste dos Estados Unidos. Junto com a Liga Internacional e a Liga Mexicana, é uma das três ligas que jogam no nível Triple-A, que está um grau abaixo da Liga Principal de Beisebol. É oficialmente chamada de Pacific Coast League of Professional Baseball Clubs, Inc. Sua sede fica em Round Rock, Texas.

## Times atuais
| Conferência | Divisão  | Time                  | Fundação | Afiliação na MLB     | Afiliação | Cidade                      | Estádio                                        | Capacidade |
| ----------- | -------- | --------------------- | -------- | -------------------- | --------- | --------------------------- | ---------------------------------------------- | ---------- |
| American    | Northern | Iowa Cubs             | 1969     | Chicago Cubs         | 1981      | Des Moines, Iowa            | Principal Park                                 | 11,500     |
| American    | Northern | Memphis Redbirds      | 1998     | St. Louis Cardinals  | 1998      | Memphis, Tennessee          | AutoZone Park                                  | 10,000     |
| American    | Northern | Nashville Sounds      | 1978     | Milwaukee Brewers    | 2021      | Nashville, Tennessee        | First Horizon Park                             | 10,000     |
| American    | Northern | Omaha Storm Chasers   | 1969     | Kansas City Royals   | 1969      | Papillion, Nebraska         | Werner Park                                    | 9,023      |
| American    | Southern | Oklahoma City Dodgers | 1962     | Los Angeles Dodgers  | 2015      | Oklahoma City, Oklahoma     | Chickasaw Bricktown Ballpark                   | 9,000      |
| American    | Southern | Round Rock Express    | 2000     | Texas Rangers        | 2021      | Round Rock, Texas           | Dell Diamond                                   | 11,631     |
| Pacific     | Northern | Reno Aces             | 2009     | Arizona Diamondbacks | 2009      | Reno, Nevada                | Greater Nevada Field                           | 9,013      |
| Pacific     | Northern | Sacramento River Cats | 2000     | San Francisco Giants | 2015      | West Sacramento, California | Sutter Health Park                             | 14,014     |
| Pacific     | Northern | Tacoma Rainiers       | 1960     | Seattle Mariners     | 1995      | Tacoma, Washington          | Cheney Stadium                                 | 6,500      |
| Pacific     | Southern | Albuquerque Isotopes  | 2003     | Colorado Rockies     | 2015      | Albuquerque, Novo México    | Rio Grande Credit Union Field at Isotopes Park | 13,500     |
| Pacific     | Southern | El Paso Chihuahuas    | 2014     | San Diego Padres     | 2014      | El Paso, Texas              | Southwest University Park                      | 9,500      |
| Pacific     | Southern | Las Vegas Aviators    | 1983     | Oakland Athletics    | 2019      | Summerlin, Nevada           | Las Vegas Ballpark                             | 10,000     |
| Pacific     | Southern | Salt Lake Bees        | 1994     | Los Angeles Angels   | 2001      | Salt Lake City, Utah        | Smith's Ballpark                               | 14,511     |

### Novas equipes em 2021
| Teime               | Fundação | Afiliação na MLB | Afiliação | Cidade            | Estádio             | Capacidade |
| ------------------- | -------- | ---------------- | --------- | ----------------- | ------------------- | ---------- |
| Sugar Land Skeeters | 2012     | Houston Astros   | 2021      | Sugar Land, Texas | Constellation Field | 7,500      |